# Marius Bear
Marius Hügli også kendt som Marius Bear (født 21. april 1993) er en Schweizisk sanger og sangskriver. Han har repræsenteret Schweiz ved Eurovision Song Contest 2022 i Torino med sangen "Boys Do Cry" og kom på en 17. plads i finalen.